# بایجو نویان

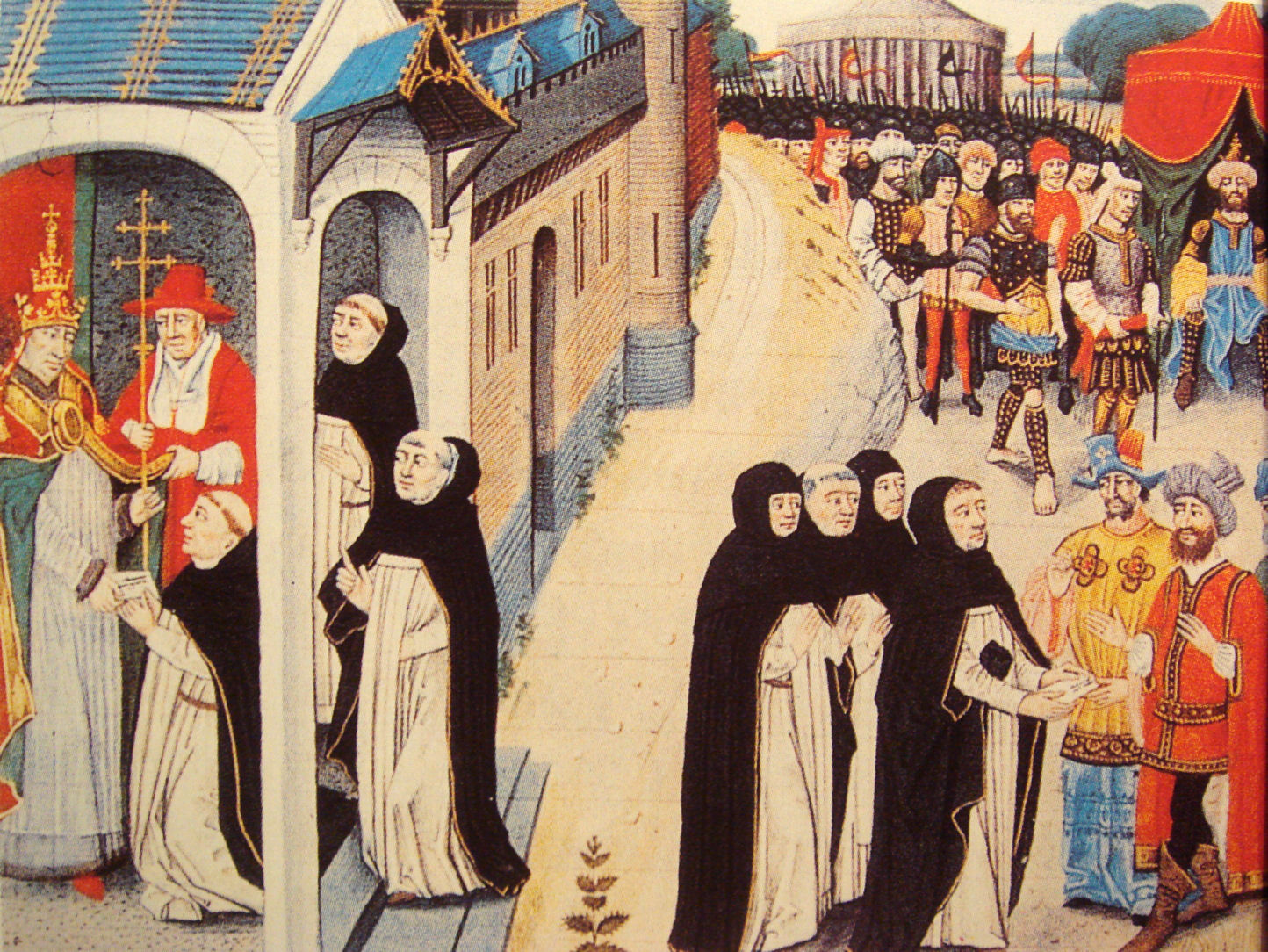
آسکلین لمباردی نامه‌ای از پاپ اینوسنتی چهارم (سمت چپ) دریافت نمود و آن را به ژنرال مغول بایجو نویان (راست) فرستاد.

بایجو نویان در سال ۶۳۹ ه. ق جانشین جرماغون نویان شد. در شروع حکومت اوگتای قاآن دو سپاه برای فتح ممالک مفتوح نشده تشکیل شد یکی به سمت ختای یعنی چین شمالی رفت و فرمانده سپاه صد هزار نفری دوم جرماغون نویان بود این سپاه عهده‌دار سرکوبی قطعی جلال‌الدین و فتح استان‌های آذربایجان در ایران کنونی شد. بایجو نویان بعد از جانشینی به ارزروم (در ترکیه کنونی) که از بلاد سلطان غیاث الدین سلجوقی بود حمله کرد. سپاه او در سال ۶۴۰ ه. ق به استقلال سلجوقیان روم خاتمه داد و متصرفات ممالک سلجوقی به تصرف مغول درآمد.